# Peter Weber (Künstler)
Peter Weber (* 1944 in Kollmar an der Elbe, lebt und arbeitet bei München) ist ein Bildender Künstler und Jazzmusiker. Sein Werk befasst sich mit dem Phänomen der Faltung.

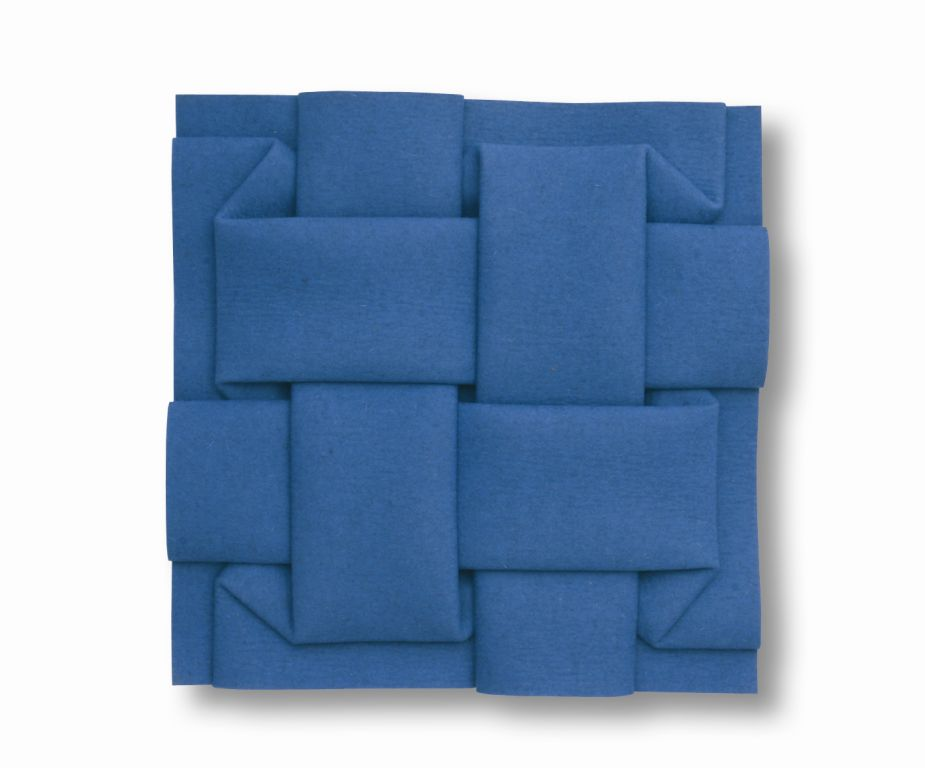
Peter Weber, Vernetzung II FBLC 6, 2010, 53 × 54 cm

## Biografisches
Peter Weber machte eine Lehre als Schriftsetzer. Danach studierte er an der Fachhochschule Hamburg, Bereich Gestaltung, Grafikdesign bei Max H. Mahlmann. Seit 1969 setzt er sich mit der Konkreten Kunst auseinander und arbeitet freiberuflich als Maler und Grafiker. Lehraufträge u. a. am Gymnasium und an der Fachhochschule Hamburg im Fachbereich Gestaltung folgten.
Seit Ende der 60er Jahre widmet er sich der Op-Art und konzentriert sich auf drei Varianten der Linienüberschneidung und erforscht den imaginären Raum mit Hilfe der Chromatik.
Seit 1975 entstehen Papierfaltungen, ab den 1990er Jahren entwickelte Peter Weber komplexe Falttechniken und Faltsysteme unter Einbeziehung des Mediums Leinwand. Bald kamen die Werkstoffe Kunststoff (HDPE), Baumwolle, Edelstahl hinzu, ab 2001 entstanden erstmals Faltungen in Filz.
Peter Webers Arbeiten werden in nationalen und internationalen Ausstellungen gezeigt und sind in namhaften Sammlungen vertreten. Die gesamte Bandbreite von Peter Webers mittlerweile 50 Jahre umfassenden Oeuvres wurde 2019 erstmals in einem zweibändigen Werkverzeichnis erschlossen und gewürdigt.

## „Faltungen“
Peter Webers Faltungen sind stets aus einem Stück gefertigt und kommen ohne einen einzigen Schnitt durch die Fläche aus. Mithilfe einer hochkomplexen Falttechnik entstehen geometrische wirkende Arbeiten, bei deren Ausführung Weber in den letzten Jahren dem Material Filz besondere Aufmerksamkeit widmet.
Die mathematische Vielfalt seiner Faltungen spielt er gerade in seriellen Arbeiten durch. Bei der Serie „System + Zufall“ aus Baumwolle kommt als Besonderheit die partielle „Auflösung“ der Faltung hinzu, welche das grundlegende Prinzip der „Fertigung aus einem Stück“ verdeutlicht. Bei den Arbeiten aus dem durchscheinenden Kunststoff HDPE sind Vorder- und Rückseite der Faltung gleichzeitig sichtbar und verdeutlichen so ihre hochkomplexe Konstruktion.
Skulpturale Ausdehnung erfahren Peter Webers Faltungen dann bei ihrer jüngsten Umsetzung in zentimeterdickem Filz, welcher nun auch erstmals kräftige Farbigkeit aufweisen kann.

## Jazzmusiker
Seit 1969 ist Peter Weber Kontrabassist in mehreren Hamburger Jazzformationen. Zwischen 1979 und 1989 nimmt er an zahlreichen Tourneen und Jazzfestivals in Europa teil, unter anderen mit den „Bob Cats“, Knut Kiesewetters „Jazzagain“ und „Blackbirds of Paradise“.
1997 wurde er nach einem Gastspiel mit „Jazzbreeze“ in New Orleans, USA mit der Ehrenbürgerwürde der Stadt New Orleans ausgezeichnet. 2004 folgten weitere Gastspiele in den USA, in New Orleans und Dallas.
Peter Weber musizierte bis heute u. a. mit Herb Geller, Wolfgang Lackerschmid, Nando de Luca, Hendrik Meurkens, Peter O’Mara, Alex Riel und Wolfgang Schlüter.

## Werke in Sammlungen (Auswahl)
- Forum Konkrete Kunst, Erfurt
- Helms-Museum, Hamburg
- Kunsthaus Rehau, Institut für Konstruktive Kunst und Konkrete Poesie
- Landesbank Schleswig-Holstein/Stockholm (S)
- Landesgalerie am Oberösterreichischen Landesmuseum], Linz (A)
- Museum Dr. Bamberger-Haus, Rendsburg
- Museum für Konkrete Kunst, Ingolstadt
- Museum Modern Art, Hünfeld/Fulda
- Museum Ritter, Sammlung Marli Hoppe-Ritter, Waldenbuch
- Sammlung/Collection E. Gomringer, Rehau
- Sammlung/Collection Frederick R. Weisman Art Foundation, Los Angeles (USA)
- Städtische Galerie Karlsruhe
- Sammlung/Collection Hoffmann-LaRoche, Basel (CH)
- Sammlung/Collection Peter C. Ruppert - Konkrete Kunst aus Europa nach 1945, Würzburg
- Sammlung/Collection Lloyd Cotsen - Textile Traces Collection, Los Angeles (USA)
- Sammlung/Collection Kunststiftung Annelies und Gerhard Derriks, Fürstenfeldbruck
- Nickle Galleries, University of Calgary, Calgary, Alberta (CA)
- Sammlung der Kreditanstalt für Wiederaufbau, Frankfurt a. Main
- Sammlung/Collection S. Braunfels, München
- Sammlung/Collection Apostolatos, Caracas (VE)
- Sammlung/Collection Maximilian und Agathe Weishaupt, München
- Sammlung Andreas Dombret, Frankfurt am Main

## Publikationen (Auswahl)
- 2019: „Peter Weber. Struktur und Faltung. Werkverzeichnis 1968-2018“, 2 Bd. Hg. Maximilian und Agathe Weishaupt, Hirmer Verlag, München
- 2019: „Peter Weber. Fläche - Raum - Faltung“, Hg. Kulturstiftung Annelies und Gerhard Derriks, Fürstenfeldbruck
- 2018: Marlene Lauter, in: Kat. Ausst. „Labyrinth konkret ... mit Nebenwegen“, Museum im Kulturspeicher, Würzburg
- 2016:	Klaus Honnef, „Die Schönheit der Evidenz. Zu den künstlerischen Arbeiten von Peter Weber und Martin Willing“, in: Kat. Ausst. „Ganzheit als Prinzip. Schwingende Skulpturen und Faltobjekte“, mit Martin Willing, Galerie Renate Bender, München
- 2016: Lyssa C. Stapleton, in: Kat. „THE BOX PROJECT“, The Cotsen Occasional Press, Los Angeles
- 2014:	Ralf Michael Seele, „Ganzheit als Prinzip“, in: Kat. Ausst. „Ganzheit als Prinzip“, mit Martin Willing, Städtische Galerie ada Meiningen, Meiningen
- 2014: Gerda Ridler, „Das Ganze ist mehr als die Summe seiner Teile. Zu den Faltobjekten von Peter Weber“, in: Kat. Ausst. „Ganzheit als Prinzip“, mit Martin Willing, Städtische galerie ada Meiningen, Meiningen
- 2014: Kat. Ausst. „WEISS. Aspekte einer Farbe in Moderne und Gegenwart“, Museum im Kulturspeicher, Würzburg
- 2012: „Das Untrügliche in der Faltung“ Struktur und Vernetzung, Heft zu Vortrag von Peter Weber in der Kulturstiftung Annelies und Gerhard Derriks, Fürstenfeldbruck
- 2010: Ralf Christofori, „Vernetzung F6RT“ in: Katalog anlässlich der Ausstellung „Hommage an das Quadrat“, Werke der Sammlung Marli Hoppe-Ritter, Waldenbuch
- 2010: Sandra Kraemer, „Aspekte Konstruktiv-Konkreter Kunst in Deutschland“ in: Katalog anlässlich der Ausstellung „Reconnaître“, Paksi Képtár, Paks, Ungarn
- 2010: Hans Joachim Müller „Farbe Raum Struktur“, Katalog anlässlich der Ausstellung in der Galerie von Braunbehrens, München
- 2009: Rüdiger Heise „Erfahrungen mit der Kante“, Katalog anlässlich der Ausstellung „Peter Weber zum 65. Geburtstag“, Galerie Renate Bender, München
- 2009: „Faltarchitekturen des Papiers“ in: Katalog anlässlich der Ausstellung „Peter Weber – Faltarchitekturen des Papiers“, Österreichisches Papiermachermuseum Laakirchen-Steyrermühl, Österreich
- 2008: Peter Weber „Wie hör’ ich das Licht“ in „Das Helle und das Dunkle in der Konkreten Kunst. 12. Schriftenreihe zum 15. Kolloquium des Forum Konkrete Kunst Erfurt“
- 2006: Juliane Bardt, „Kunst aus Papier“ - Zur Ikonographie eines plastischen Werkmaterials der zeitgenössischen Kunst. Georg Olms Verlag, Hildesheim-Zürich-New York
- 2005: „Peter Weber – Verkörperte Fläche“ Katalog anlässlich der Ausstellung im Museum für Konkrete Kunst, Ingolstadt, im Neuen Kunstverein Aschaffenburg, im Museum Micus, Jesús, Ibiza und im Richard-Haizmann-Museum (Niebüll)
- 2003: „Vernetzungen und Fragmente“ Katalog anlässlich der Ausstellung in der Galerie Renate Bender, München
- 2003: Uwe Haupenthal, „Nordkunst Schleswig Holstein im 20. Jahrhundert“
- 2002/2003: Hans Jürgen Schwalm, „Geometrisch - Konkret IV“ in: Katalog Galerie Kunen, Dülmen und Mondriaanhus (Amersfoort, NL)
- 2001: Eugen Gomringer, Katalog „papier-kunst 4“, Neuer Kunstverein Aschaffenburg.
- 1998: Peter Assmann, „Material Konzept Konstrukt“ in: Katalog zum gleichnamigen Symposium (Landesgalerie Oberösterreich)
- 1998: Marina v. Assel, Klaus Peter Dencker, Bettina Textor, in: Katalog der Stadtgalerie Brunsbüttel anlässlich der Ausstellung „Faltwandlungen Rhythmus nach den Regeln der Kunst“
- 1993: Klaus Peter Dencker, „Falten des Körpers – Falten des Geistes“
- 1993: Bettina Textor, Konkrete Kunst und Musik – „Wie hör´ ich das Licht?“
- 1998: Klaus Peter Dencker, Katalog „Konzept Konkret“, 1. Biennale für Konkrete Kunst (Bonn)